# 蕭永宿戰鬥
蕭永宿戰鬥發生於1938年5月12－19日，地點則是在中國蘇豫皖邊區一帶（今永城市、宿州市埇桥区及萧县一带）。是抗日戰爭主要戰鬥之一，交戰一方為守軍之國民革命軍，另一方則為日軍。